# Seconda sofistica

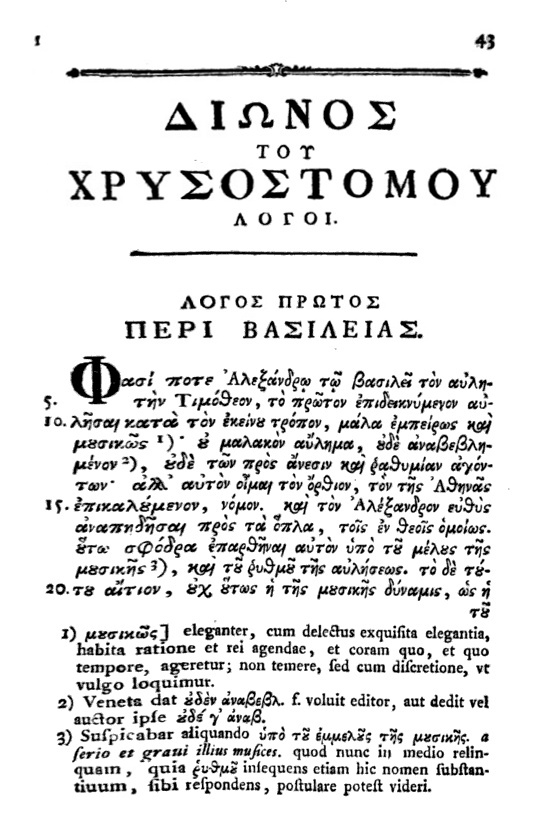
Pagina dell'orazione Peri Basileias di Dione Crisostomo, nell'edizione di Johann Jacob Reiske (1789)

La Seconda sofistica (anche detta Nuova sofistica, Neosofistica o Deuterosofistica) fu una corrente filosofico-letteraria greca sviluppatasi in Asia Minore durante l'età imperiale romana, tra la fine del I e il IV secolo d.C. 
Gli esponenti di questo movimento erano accomunati dallo studio della retorica e dall'esercizio dell'eloquenza. 

## Caratteri generali
Il nome «Seconda sofistica» (Δεύτερα σοφιστική) fu coniato da Lucio Flavio Filostrato nel suo Vite dei sofisti espressamente per indicare la corrente letteraria a lui contemporanea che, riallacciandosi alla Sofistica del V secolo a.C., intendeva riportare in auge lo studio e l'esercizio dell'eloquenza.
(Filostrato, Vite dei sofisti I 481; trad. di M. Civiletti)
Non mancano effettivi punti in comune tra i due movimenti, come ad esempio l'attenzione per il potere persuasivo della parola o la pratica di tenere lezioni a pagamento. Tuttavia già a una prima analisi emergono anche forti elementi di divergenza: mentre i sofisti dell'età di Pericle erano filosofi oltre che retori e si interessavano di vari aspetti della vita civile (etica, politica, linguaggio, religione, storia e persino materie naturalistiche), gli autori riconducibili alla Seconda sofistica si occupano esclusivamente di retorica ed eloquenza, evitando attriti con le autorità e anzi assecondando i potenti. Essi sono spesso intellettuali di corte, vicini alle famiglie reali, dediti all'insegnamento e all'esercizio dell'oratoria.
La produzione letteraria è ampia e raffinata, e spazia attraverso vari generi: discorsi, trattati, opere satiriche, novelle. Non di rado ci si dedicava a semplici esercizi di eloquenza, per fare sfoggio della propria bravura: non solo discorsi improvvisati, ma anche dispute verbali, in cui due oratori si scontravano per vedere chi fosse in grado di trovare gli argomenti più convincenti, ricorrendo a tòpoi o a paradossi.

## L'apogeo: I e II secolo

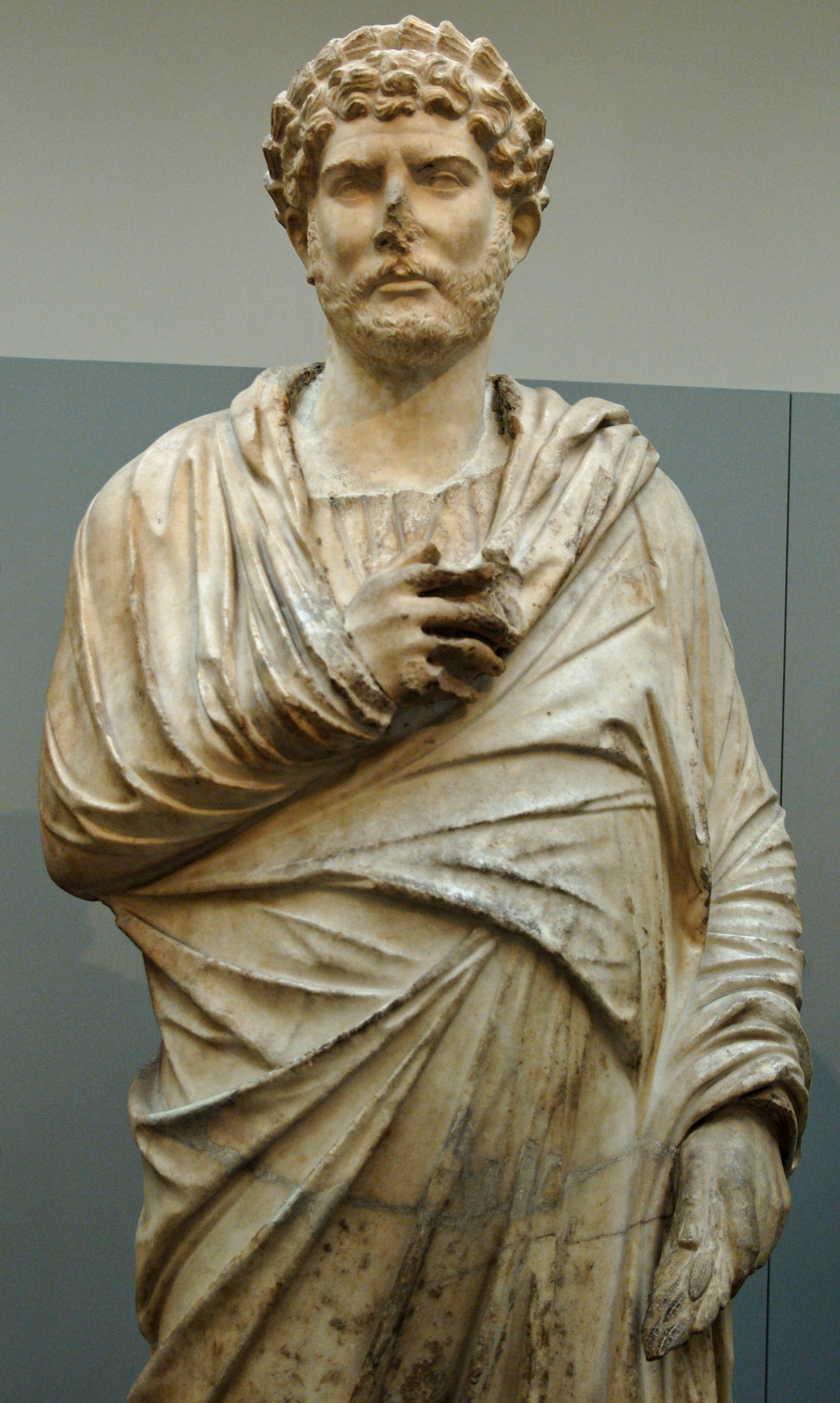
L'imperatore Adriano, in veste greca, offre un sacrificio ad Apollo (Londra, British Museum)

Con l'avvento del dominio romano sulle terre di cultura greca, la letteratura ellenistica attraversò un periodo di crisi, che si acuì nel corso del I secolo. Sul finire di quest'ultimo, tuttavia, si ebbe nuovo interesse per l'eloquenza, promosso dallo stesso imperatore Vespasiano che fonda a Roma una scuola di retorica stipendiata dallo Stato. Rinasce così la figura del retore professionista che, imitando i retori-filosofi del V secolo a.C., si autodefinisce "sofista". La tecnica dei neosofisti, però, benché riprendesse formule e argomenti della Sofistica antica, era priva di scopi politici e orientata piuttosto alla ricercatezza stilistica.
Il periodo di maggiore sviluppo coincide però con il II secolo, durante il regno di Adriano: questi, come altri imperatori, si rivelò un grande ammiratore della cultura greca e ne promosse la diffusione e la fioritura, gettando un ponte tra romanità e grecità. La Seconda sofistica divenne un fenomeno alla moda, e molti suoi esponenti poterono vantare la protezione di membri della famiglia imperiale, ottenendone grandi benefici e riconoscimenti civili e politici.
Tra i protagonisti della scena culturale di questo periodo vengono solitamente elencati: 
- Dione di Prusa, meglio noto come Dione Crisostomo
- Polemone di Laodicea
- Massimo di Tiro
- Favorino
- Erode Attico
- Elio Aristide
- Luciano di Samosata
- Claudio Eliano
- Flavio Filostrato
- Ermogene di Tarso

## IV secolo

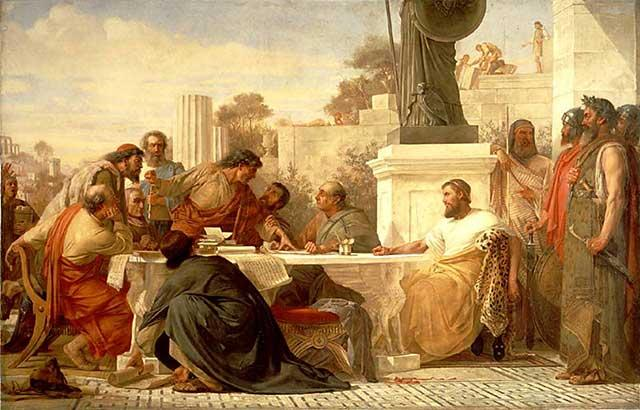
Edward Armitage, Convito di Giuliano (1875; Liverpool, Walker Art Gallery).

Nel III secolo la Seconda sofistica perde lentamente di importanza, e l'unico nome degno di nota è quello del retore Cassio Longino.
Tuttavia, non per questo si può dire che essa sia definitivamente morta; al contrario, lo studio dell'eloquenza conobbe particolare fortuna presso gli autori di religione cristiana, che in quegli anni si formarono presso scuole di retorica dirette da "pagani". Ciò costituirà un importante tramite per la cultura classica verso la nuova fede che si stava diffondendo.
Tra gli autori del IV secolo che composero opere inquadrabili nell'ambito della Sofistica tardoantica (detta anche "Terza sofistica") si ricordano i nomi di tre retori:
- Imerio di Prusa, fondatore di un'importante scuola di retorica ad Atene, frequentata anche da futuri padri della Chiesa come Gregorio di Nazianzo e Basilio di Cesarea;[5]
- Libanio di Antiochia, autore, tra l'altro, di più di sessanta discorsi pubblici e di una cinquantina di declamazioni;[7]
- Temistio di Paflagonia, anch'egli maestro di retorica, si dedicò all'esegesi platonica e aristotelica.[7]

Anche l'imperatore Giuliano fu un estimatore di questa corrente e compose alcune opere di eloquenza, come le due orazioni Alla Madre degli dèi e A Elios sovrano. Così, pure il neoplatonico Sinesio di Cirene diede prova di maestria retorica in scritti come l'Encomio della calvizie (sorta di risposta all'Encomio della chioma di Dione Crisostomo e appartenente al genere, tipicamente sofistico, del paignion) e il Dione (anch'esso ispirato a Dione di Prusa).

## La scuola di Gaza
Dopo il IV secolo, alcuni aspetti che avevano caratterizzato la Seconda sofistica continuano a sopravvivere nella Scuola di Gaza: qui, al centro dell'area siriaco-egiziana, zona di cultura anticamente ellenizzata, il culto cristiano e quello pagano poterono convivere per lungo tempo, fino all'espansione islamica agli inizi del VII secolo. Proprio dalla commistione tra queste due culture si sviluppa una delle ultime scuole retorico-filosofiche dell'antichità, che avrà grande importanza nella trasmissione della tradizione classica al Cristianesimo orientale.